# مار سومالی
مار سومالی (نام علمی: Aeluroglena cucullata) نام یک گونه از تیره قمچه‌ماران است.